# Marreith (Gemeinde Waldburg)
Marreith ist ein Ort im Mühlviertel in Oberösterreich, und 
Ortschaft der Gemeinde Waldburg im Bezirk Freistadt. Die Ortschaft umfasst auch den Ort Marreither und die Marreithersiedlung.

## Geographie
Marreith liegt direkt etwa 4 Kilometer westlich von Freistadt, südlich des Gemeindehauptortes, mitten in den Hügeln zwischen Kronbach/Jaunitz im Osten und Kleiner Gusen im Westen, auf Höhen um 650 m ü. A. Der obere Kronbach bildet die Grenze zu Waldburg.
Die Ortschaft umfasst über 50 Gebäude mit etwa 250 Einwohnern.
Zum Ortschaftsgebiet gehört der namengebende Weiler Marreither ganz im Süden am Trölsberg (732 m ü. A.), und die junge Marreithersiedlung an der Landesstraße L1487 Waldburger Straße. Des Weiteren finden sich – Süd nach Nord – die Gehöfte (Einzellagen) Spitzer und Faukner an der L1498 Hirschbacher Straße, die von der B 38 von Freistadt her kommt, sowie Prückl, Groißenbauer, Hunger (bei der Marreithersiedlung), Pirklbauer, und der Hofbauer am Kronbach, wo die Summerauer Bahn das Ortschaftgebiet durchfährt.
Landschaftlich gehört die Ortschaft zum Norden des Zentralmühlviertler Hochlands.
Nachbarortschaften und -orte
| Harruck                           | Waldburg                                    | Sankt Peter (Gem. Waldburg u. Freistadt) |
| Auerbach (Gem. Hirschbach i.Mkr.) | Kompassrose, die auf Nachbargemeinden zeigt | Trölsberg (Gem. Freistadt)               |
| Berg (Gem. Hirschbach i.Mkr.)     | Unterzeiß (Gem. Neumarkt i.Mkr.)            |                                          |

## Geschichte und Infrastruktur
Der Ortsname ist ein typischer Rodungsname auf -reut/-reit ‚Rodung‘, die hier relativ jung sind, und erst in die frühere Neuzeit datieren.
Um 1820 wird die Ortschaft Marreut genannt, gehört zum Distriktskommissariat Waldenfels, und vom Landeskundler Benedikt Pillwein ganz Waldburg „sammt den eingepfarrten Ortschaften“ beschrieben als „bergig, steinig, sandig, aber bey mühsamer Bearbeitung des Bodens doch so ergiebig an Korn, Gersten, Hafer, Kartoffeln und Flachs, dass die Bewohner, welche auch die Viehzucht fleißig treiben, hinreichend genährt werden. So einsam die Gegend liegt. kommen doch öfters Böhmen durch, welche von Oesterreich entweder Mühlsteine oder frisches Obst in ihre Heimath bringen.“
Der Bau der Pferdeeisenbahn Budweis (České Budějovice) – Linz 1830–32 wie auch der Summerauer Bahn  1873 haben an der Ländlichkeit des Raums keine Spuren hinterlassen, erst der Ausbau des Straßenverkehrs nach dem Krieg, der ein Auspendeln in den Freistädter–Kefermarkter Zentralraum und auch nach Linz erlaubte.
Heute betreibt man auch Tourismus, besonders bäuerliche Privat-Zimmervermietung im Raum Kefermarkt/Freistadt, für Tages- und Urlaubsgäste, und auch Wanderer und Radwanderer: Der Europaweg E6 (Finnland–Türkei, hier auch Österreichischer Weitwanderweg 05, der Nord-Süd-Weg und auch 105, der Nordwaldkammweg) quert auf der Etappe 
Bad Leonfelden–Freistadt bei Waldburg hinüber nach Sankt Peter. Am Kronbach verläuft der Pferdeeisenbahn-Wanderweg (PE), gutteils auf der alten Trasse, von Kefermarkt nach Norden. Auch sonst ist das Gebiet mit markierten Wegen gut erschlossen.

## Persönlichkeiten
- Karl Desl, 1938–1940 und 1945–Kriegsende Bürgermeister der Gemeinde[5]
- Franz Leitner, 1991–2008 Bürgermeister[5]

## Nachweise
- 40623 – Waldburg. Gemeindedaten der Statistik Austria

1. ↑  wobei das Haus an der Landesstraße am Bach noch zu Waldburg adressiert.
2. ↑  Benedikt Pillwein (Hrsg.): Geschichte, Geographie und Statistik des Erzherzogthums Oesterreich ob der Enns und des Herzogthums Salzburg. Mit einem Register, welches zugleich das topographische und genealogische Lexikon ist und der Kreiskarte versehen. Geographisch-historisch-statistisches Detail nach Distrikts-Kommissariaten. 1. Auflage. Erster Theil: Der Mühlkreis. Joh. Christ. Quandt, Linz 1827, Distrikts-Kommissariat Waldenfels: Zur Pfarre Waldburg gehören …, S. 422 f. (Google eBook). 2. Auflage 1843 (Google Book)
3. ↑  Wandern am Nordwaldkammweg, AV Freistadt
4. ↑  Pferdeeisenbahn-Wanderweg (Memento des Originals vom 31. März 2022 im Internet Archive)  Info: Der Archivlink wurde automatisch eingesetzt und noch nicht geprüft. Bitte prüfe Original- und Archivlink gemäß Anleitung und entferne dann diesen Hinweis., bez-freistadt.at
5. 1 2  Bürgermeister (Seite nicht mehr abrufbar, festgestellt im April 2019. Suche in Webarchiven)  Info: Der Link wurde automatisch als defekt markiert. Bitte prüfe den Link gemäß Anleitung und entferne dann diesen Hinweis., waldburgnet.at